# Rufino Martínez
Rufino Modesto Martínez (1859 - 1930) fue un político argentino, perteneciente al mitrismo, que ocupó que el cargo de comisionado y de Intendente de Brandsen en seis oportunidades.

## Biografía
Nació en Buenos Aires en 1859, siendo hijo de Rufino Martínez y de Rita Pozas. Su padre tenía una fábrica de chocolates, con la que logró hacerse de cierta fortuna y que luego vendió para comprar un campo en Dolores y dedicarse a la actividad agropecuaria. Luego de tener varios años malos, su negocio entró en bancarrota y la familia debió retornar a Buenos Aires.
Habiéndose recibido de escribano en la Universidad de Buenos Aires, en 1881 solicitó el registro de escribanía de Brandsen, que se encontraba vacante, y se instaló en dicha ciudad.
Viviendo en Brandsen, contrajo matrimonio con Rafaela Pita, con quién fue padre de nueve hijos: María Amalia, Mario Rufino, María Zunilda, Ronsard Marot, María Disnarda, Rómulo Moisés, Recesvinto Mohammed, María Briseida y María Eurídice.
Contrajó segundas nupcias con Dolores, quién era hermana de su primera esposa, que había fallecido siendo muy joven. Fueron padrinos de este matrimonio su amigo Luis Sáenz Peña y su esposa Cipriana Lahitte. Con su segunda esposa fue padre de otras dos hijas: María Bertinalda y María Clodosvinda.